# 权丙铉
权丙铉（韓語：권병현，1938年3月24日—），韩国外交官，歷任駐華大使、駐澳大利亞大使等職。
權氏出生於慶尚南道的河東郡，自辰橋農業高等學校畢業，之後又於首爾大學獲得行政學碩士學位。進入外交界任職後，他於1974年擔任外務部東北亞2課課長，並於1992年参与中韩建交的過程。1994年，權丙鉉出任駐澳大使、1998年4月至2000年8月担任第4屆韩国驻中华人民共和国大使。2001年，权丙铉成立了韩中文化青少年协会（未来林），组织中韩青少年到沙漠进行植树绿化活动。

## 荣誉
- 玉条勤政勋章（1979年12月19日[1]）
- 黄条勤政勋章（1992年12月31日[1]）